# Prividna smrt
Prividna smrt je prolazno stanje živog organizma u kome su bitne životne funkcije svedene na minimum kompatibilan sa životom, tako da se teško mogu otkriti običnim pregledom leša. Prividna smrt može trajati satima, a najčešće do oko 24 časa.
Najčešći uzroci prividne smrti su hipotermija i trovanje lekovima iz grupe depresora centralnog nervnog sistema (npr. barbiturati).
U svim slučajevima sumnje na prividnu smrt (posebno u slučajevima ugušenja, vješanja, utapljanja, udara groma, električne struje, srčanog udara i slično), ako na telu nema znakova smrti, lekar ili mrtvozornik obvezan je da preduzme  postupak oživljavanja.